# Schollbrunn
Schollbrunn er en kommune i Landkreis Main-Spessart i regierungsbezirk Unterfranken i den tyske delstat Bayern. Den er en del af Verwaltungsgemeinschaft Kreuzwertheim.

## Geografi
Schollbrunn ligger i Region Würzburg.

## Historie
Schollbrunn var en del af grevskabet Wertheim der i 1806 blev blev en del af Fyrstedømmet Aschaffenburg. I 1814 blev Schollbrunn sammen med Fyrstedømmet Aschaffenburg (der da var et Département af Storhertugdømmet Frankfurt) en del af Bayern.